# Kribbenmos
Kribbenmos (Cinclidotus) is een geslacht van bladmossen uit de kleimosfamilie (Pottiaceae). Het zijn watermossen die in en op beken en rivieren leven en wijdverspreid zijn in het Holarctisch gebied – vooral in Europa en de Middellandse Zee – en in het zuiden van Zuid-Amerika.

## Determinatie
De sterke planten van dit geslacht zijn donkergroen tot zwartachtig en hebben lancetvormige tot tongvormige bladeren met een meerlaagse rand en sterke bladnerven die doorlopen tot aan de bladpunt. De laminacellen zijn rechthoekig in het onderste deel van het blad, afgerond-zeshoekig in het bovenste deel en glad of papillair. De soort is tweehuizig. De sporofyten zijn lateraal of terminaal, de sporenkapsels zijn verzonken in de bladeren of staan op korte seta. Ze hebben 16 of 32 draadvormige, gladde of papilleuze, rechte of gedraaide peristoom tanden, deze zijn vaak op een roosterachtige manier aan de basis verbonden.

## Soorten
Kribbenmos was voorheen het enige geslacht in de familie Cinclidotaceae binnen de orde Pottiales, maar onlangs is het geslacht opgenomen in de kleimosfamilie (Pottiaceae). Er zijn wereldwijd twaalf soorten bekend. In Europa zijn de volgende soorten vertegenwoordigd:
- Cinclidotus aquaticus
- Cinclidotus danubicus (diknerfkribbenmos)
- Cinclidotus fontinaloides (gewoon kribbenmos)
- Cinclidotus mucronatus (riviermos)
- Cinclidotus riparius (langsteelkribbenmos)